# Associação Budista Geral de Macau
Associação Budista Geral de Macau is een boeddhistische vereniging in Macau. Zij werd in 1996 opgericht door de bhikkhu's (Jianzhao/健釗 en Jixiu/機修). Het doel van de vereniging is om het boeddhisme in Macau te propageren en de boeddhistische tempels en kloosters te verenigen onder één organisatie. Ook streeft de vereniging maatschappelijke doelen na.